# Bolesław Szadkowski

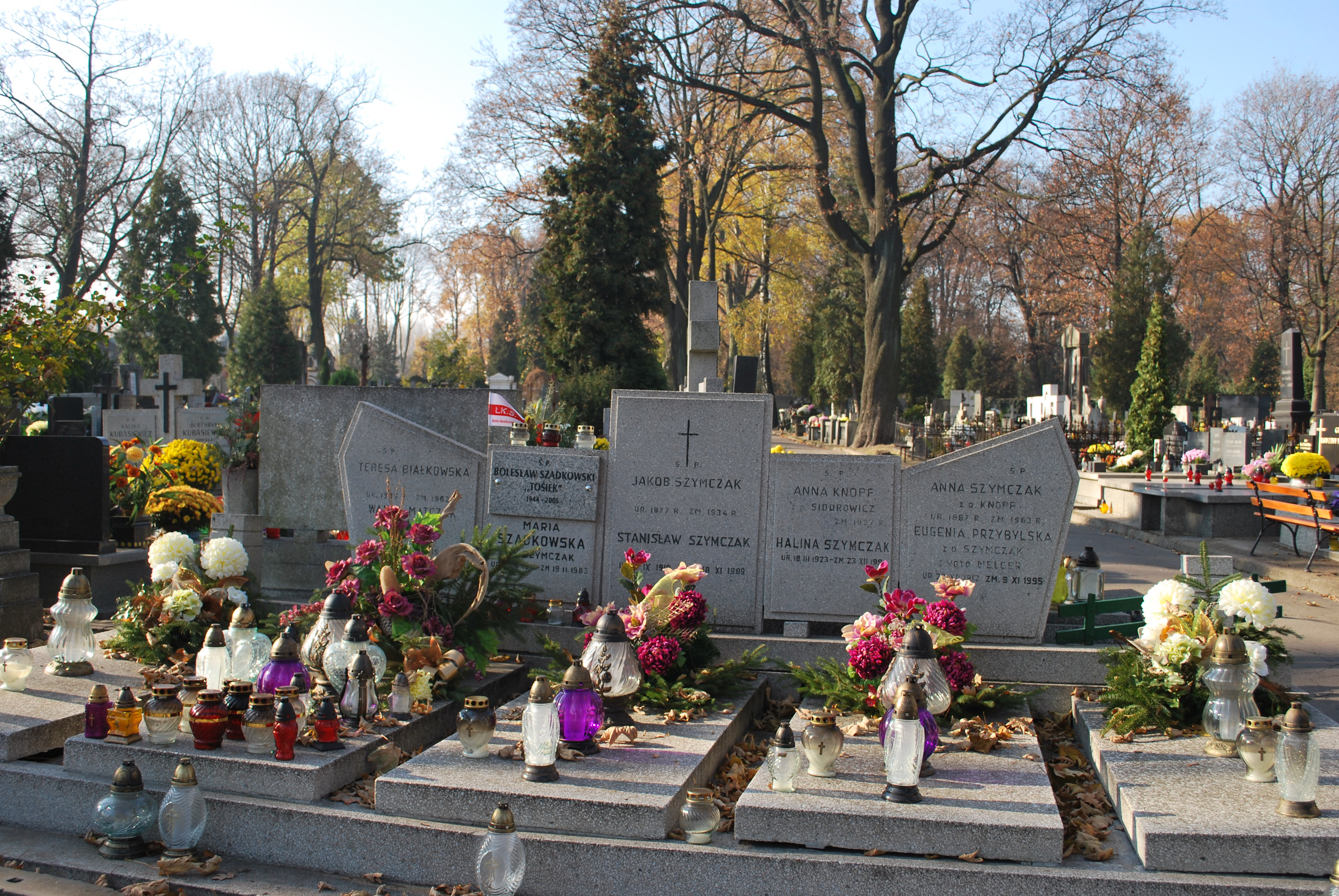
Nagrobek Bolesława Szadkowskiego na Starym Cmentarzu w Łodzi

Bolesław Jerzy Szadkowski (ur. 2 października 1945, zm. 3 października 2005 w Łodzi) – polski piłkarz występujący na pozycji obrońcy, z zawodu technik-elektryk.
Wychowanek ŁKS Łódź. Pierwszy mecz rozegrał w sezonie 1959. W barwach ŁKS rozegrał 98 spotkań nie strzelając ani jednego gola. Z wyjątkiem okresu służby wojskowej 1965–1966 w klubie Zawisza Bydgoszcz.  Był 7-krotnym reprezentantem Polski. Zadebiutował 17 grudnia 1968 w meczu przeciwko Argentynie. W 1969 roku podczas meczu przeciwko  Holandii został jako pierwszy reprezentant polski ukarany żółtą kartką.
Bolesław Szadkowski spoczął w części katolickiej na Cmentarzu Starym w Łodzi.